# ملوانک
مَلَوانَک یا ناتیلوس جانوری دریایی از ردهٔ سرپایان و خانوادهٔ ملوانکان است
ملوانک ۶ گونه دارد که به دو جنس تقسیم می‌شوند
این جانوران طی میلیون‌ها سال تقریباً هیچ تغییری نکرده‌اند و تنها عضو برجای مانده از زیرردهٔ ملوانک‌واران هستند. به همین دلیل اغلب به آن‌ها لقب «فسیل‌های زنده» داده می‌شود.

## تاریخچه

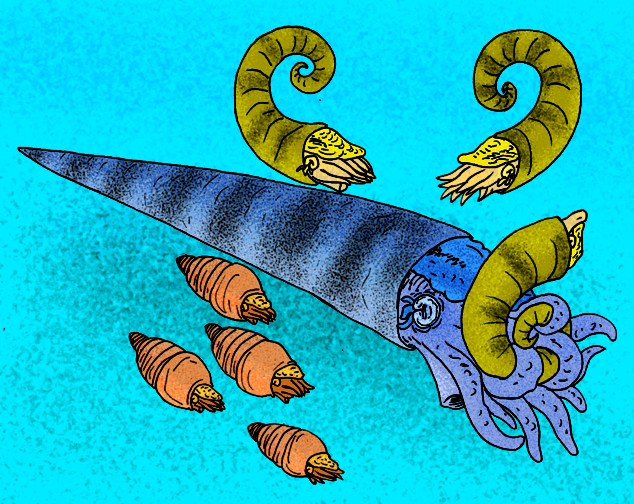
ملوانک‌های بزرگ جثه در طول دوره اردوویسین شکارچیان راس هرم غذایی در اقیانوس‌ها بودند

نخستین ملوانک واران در اواخر دوره کامبرین به وجود آمدند در دورهٔ اردویسین اقیانوس‌ها آکنده از ملوانک‌واران بود از ملوانک وارانی با اندازه یک کف دست تا ملوانک وارانی به بزرگی کوسه سفید ولی با وقوع رویداد انقراض اردویسین-سیلورین تنوع این جانوران به تدریج کاهش یافت و از دوره دونین آمونیت‌ها جایگزین ملوانک واران شدند ملوانک امروزه تنها بازمانده تبار ملوانک واران محسوب می‌شود

## رژیم غذایی
ملوانک‌ها شکارچی هستند و غذایشان میگو، ماهیان ریز و سخت‌پوستان هستند. ملوانک این جانوران را با شاخک‌های خود شکار می‌کند.
شکارگری ملوانک‌ها شبانه صورت می‌گیرد و این جانوران در طی روز برای استراحت به کف دریا فرومی‌خوابند.

## ویژگی‌ها
صدف ملوانک به اتاقک‌هایی بخش شده که برخی از این اتاقک‌ها با گاز پر می‌شود تا به این جانور برای شناور ماندن کمک کند. ملوانک برای بالا و پائین رفتن در آب مقدار این گاز را کم و زیاد می‌کند. ملوانک به کمک پیش‌رانش فواره‌ای به عقب شنا می‌کند. یک لولهٔ ماهیچه‌ای که در پشت شاخک‌هایش واقع شده وظیفهٔ فواره کردن آب را به عهده دارد.

## ظاهر
شکل ظاهری ملوانک به بقیه سرپایان شباهت دارد یعنی دارای سری برجسته و تعدادی شاخک است.
ملوانک‌ها معمولاً تعداد شاخک‌هایشان بیشتر از دیگر سرپایان است و تعداد آن‌ها گاه به ۹۰ شاخک می‌رسد.
شاخک‌های ناتیلوس در دو دایره جدا قرار گرفته‌اند و بر خلاف دیگر سرپایان مکنده و چندشاخه نیستند و جمع‌شونده هستند.
سوهانک ملوانک پهن است و ۹ دندانک دارد. ملوانک دو آب‌شش دارد و مغز آن پیشرفته است. حس چشایی و لامسه نیز در ملوانک‌ها پیشرفته است.